# James Maddison
James Daniel Maddison (n. 23 noiembrie 1996, Coventry, Anglia, Regatul Unit) este un fotbalist profesionist englez care joacă ca mijlocaș ofensiv pentru clubul englez Tottenham Hotspur și echipa națională a Angliei.
Maddison și-a început cariera la Coventry City înainte de a se alătura lui Norwich City în 2016. A petrecut o parte din sezonul 2016-17 împrumutat la clubul din Scottish Premiership Aberdeen. În primul său sezon înapoi la Norwich, Maddison a fost desemnat în Echipa Anului PFA din Championship și Echipa Sezonului EFL. Maddison s-a alăturat lui Leicester City în 2018 cu care a câștigat FA Cup și FA Community Shield în 2021. A semnat cu Tottenham Hotspur în 2023.
Maddison a fost selecționat de naționala Angliei sub 21 de ani din 2017 până în 2019 și a debutat la naționala mare a Angliei în 2019. A făcut parte din lotul Angliei la Campionatul Mondial din 2022.

## Titluri
Leicester City
- FA Cup: 2020–21[7]
- FA Community Shield: 2021[8]

Tottenham Hotspur
- UEFA Europa League: 2024–25[9]

Individual
- Jucătorul tânăr al lunii în EFL: ianuarie 2018[10]
- Echipa sezonului în EFL: 2017–18[11]
- Echipa anului PFA : Championship 2017–18[12]
- Jucătorul sezonului pentru Norwich City: 2017–18[13]
- Golul lunii în Premier League: septembrie 2020[14]
- Jucătorul Anului pentru Leicester City: 2021–22[15]
- Jucătorul lunii din Premier League: august 2023[16]